# クサレケカビ科
クサレケカビ科 Mortierellaceae は、かつて接合菌に所属させていたカビの分類群で、ほとんどは土壌に生育する腐生菌である。多核体の菌糸からなる糸状菌で、胞子嚢に柱軸を持たないことが一つの特徴とされる。以前はケカビ目に所属させたが、現在は独立の目、クサレケカビ目 mortierellales を単独で構成する。非常の多くの種を含むクサレケカビ属の他に、ごく少数種からなる6属ほどを含む。

## 概説
クサレケカビ属は古くから知られてきたカビで、土壌中には極めて広く存在し、また種類も多くて100種ほどが知られる。大型の胞子嚢を作る点でケカビに似るが、柱軸がない点が特徴である。一部には小胞子嚢を作るもの、特殊なスチロスポアという胞子を形成するものなども知られる。
20世紀初頭にはこれに類似した性質を持つ2属ほどと共にクサレケカビ科が認められるようになった。形態を重視した古典的な分類体系では独立科とはしながらも、ケカビ目の細分化の流れの中でも、この科については共通点を認めてケカビ目に含める扱いが続いた。しかし分子系統などの情報からケカビ目とは独立した群として認められるようになった。現在はクサレケカビ目の唯一の科と見なされている。

## 特徴
この科のものの多くに共通する特徴として、以下のようなものが挙げられる。
コロニーは典型的には同心円状、またはバラの花のような斑模様が出る。また、普通は白か灰色のコロニーを作り、往々にしてニンニクのような匂いがある。若い菌糸は隔壁のない多核体で、古くなった培養株では隔壁が見られる。無性生殖は無性胞子により、それは胞子嚢、または小胞子嚢の内部に形成され、受動的に放出される。胞子嚢柄は根元が太く、先に向かって細まる。胞子嚢に柱軸が形成されることはない。有性生殖は知られている限りは配偶子嚢接合による接合胞子によるが、これは時に菌糸に包まれる。配偶子嚢に明確な大きさの差がある例が多い。
モディケラ属は球形の子実体を作り、その中に胞子嚢を形成するが、それ以外のものは単独に胞子嚢柄を伸ばし、その先端に胞子嚢を形成する。

## 生態
ほとんどが土壌に生育する腐生菌である。クサレケカビ属は極めて普遍的に土壌から発見される。ただし、1種のみは動物に対し病原的に発見される例がある。アクアモルティエレラは水生昆虫から発見されたが、それ以降の研究がなく、栄養的には不明である。モディケラ属も菌根菌として植物と共生関係にあるとも言われるが、腐生的に培養した例もあり、詳細は不明である。他のクサレケカビ目にも菌根を形成して植物と共生するものがあるとも言われる。

## 経緯
クサレケカビ属が記載されたのは1863年で Coemans によってである。当初はケカビ科に含めたが、ファンティガンがクサレケカビ連として、Berles & de Toni が亜科として扱い、Fischer が独立科としたのが1892年である。Thaxter はこの科にHaplosporangium と Dissophora を加えた。他にも幾つかの属がこの科に属するものとして提示されたが、多くはクサレケカビ属のシノニムとされている。
Zycha et al(1969) でLinnnemann がクサレケカビ属のモノグラフを書いているが、彼はこの科に含まれる属として、上記三属の他に Echinosporangium（後にLobosporangium に改名）を含めた。ただしこの時点ではクサレケカビ属にウンベロプシス属が含まれており、これがよりケカビ属に類似した特徴を持っていたため、この群の特徴が判然としなかった側面はある。
同時にケカビ属を含むケカビ科も、本科も共にケカビ目に含めた。ケカビ目は20世紀後半に細分化され、キックセラ目やディマルガリス目などが独立したが、その中でも本科の所属については問題とされることは少なかった。だが、分子系統による情報で、クサレケカビがケカビ目とは系統を異にし、むしろアツギケカビ目に類縁があることが示した。またウンベロプシスはこの属とは系統を異にし、ケカビ目に含まれることも明らかになった。このため、クサレケカビ科は単独で独立のクサレケカビ目とされた。Hibbett et al.(2007)ではこの目はケカビ亜門に含めているが、さらにそこからも独立させてクサレケカビ亜門 Mortierellomycotina が提唱されてもいる。

## 分類
クサレケカビ属は種数が多く、100を越える種が記載されている。このうち、M. isabellina とそれに類似の数種はウンベロプシス属として分離された。これについては該当属の記事を参照のこと。これと共に本科に含められた属は以下の通り。それぞれ単形か、ごく少数の種を含むのみである。Wagner et al.(2013)は以下の6属をこの科に認めている。前述のものでは Haprosporangium はクサレケカビ属に含めている。1-4は20世紀以来この科と認められてきたもの、7と5はそれ以降に新たに記載されたものである。6は球形の子実体を形成するもので、アツギケカビに含めたものであるが、その胞子嚢の形態や生産する香りなどでこの科へ含められた。
- 1：Mortierella　クサレケカビ属
- 2：Dissophora：先端成長する菌糸の周囲に多数の小型の胞子嚢を生じる。
- 3：Aquamortierella　アクアモルティエレラ：淡水産、クサレケカビに似るが、胞子に付属突起を持つ。
- 4：Lobosporangium　ロボスポランギウム ：基部で二叉に分かれた細長い胞子嚢の先端に棘を持つ。
- 5：Gamsiella：胞子嚢柄が特徴的な二叉分枝をする。
- 6：Modicella　モディケラ：この科で唯一、肉眼的大きさの子実体を形成する。ほぼ球形の子実体に多数の胞子嚢を含む。
- 7：Echinochlamydosporium：独特の硬膜胞子を形成

これらの属間の関係では、アクアモルティエレラは標本も株も残されていないので、記載による検討のみがなされている。Waniger et al.(2013)は上の1・2・4・5についての分子系統を含む研究でこれらが同一のクレードに属することを示した。ただしクサレケカビ属はこれによると側系統をなし、2・4・6がこのクレードに入ってしまう。7は記載時に分子系統に基づいての判断が行われている。6についてはSmith et al.(2013)がやはりクサレケカビ属のクレードに含まれるとの判断を示している。